# Ponte da Doca
A ponte da Doca (em inglês:  Dock Bridge) é um par de pontes elevatórias que cruzam o rio Passaic em Newark, condado de Essex e Harrison, condado de Hudson, Nova Jérsei, sendo usada exclusivamente para tráfego ferroviário. É a sétima passagem a partir da foz do rio na baía de Newark, a uma distância de 8 quilômetros. Também conhecida como ponte Elevatória da Amtrak, transporta trens da Amtrak, NJ Transit e PATH. Está listada nos registros históricos em nível estadual e federal.

## História

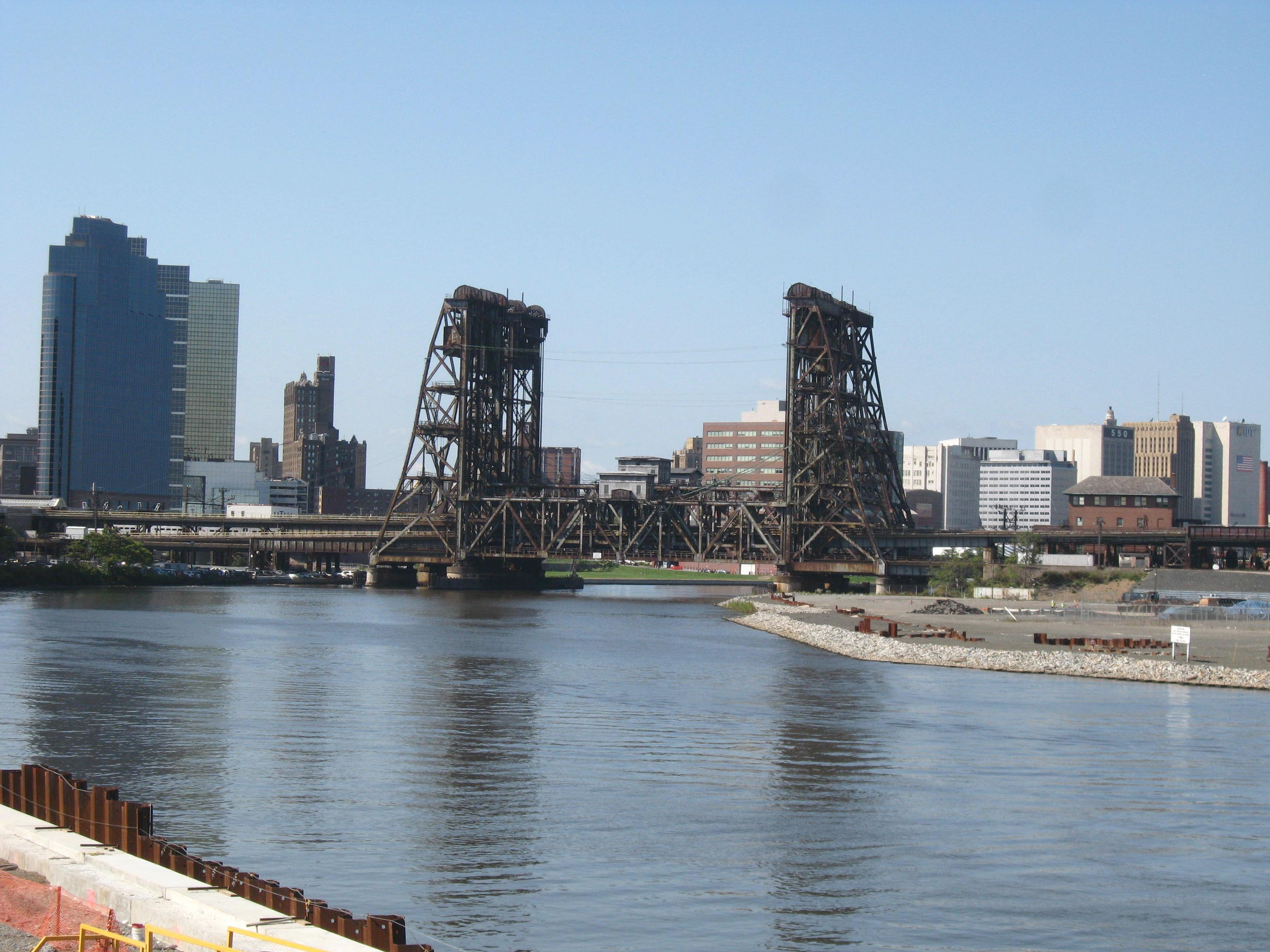
A ponte vista do oeste

A ponte foi construída pela Pennsylvania Railroad (PRR) para sua linha principal. A parte oeste carrega três linhas férreas e foi aberta em 1935 juntamente com a metade oeste da Penn Station de Newark. A parte que se eleva tem  um vão livre de 70 m de comprimento, o maior numa ponte elevatória com três linhas quando construída. Os vãos ao leste foram abertos em 1937 quando a Hudson and Manhattan Railroad (H&M) alterou sua rota da ponte Centre Street para a recém-construída estação. Com a abertura do vão leste, a PRR fechou a estação Manhattan Transfer em Kearny Meadows, onde antes trens elétricos e a vapor eram trocados ou passageiros podiam fazer a transferência entre trens para a Penn Station de Nova Iorque ou Hudson Terminal.

## Descrição
O vão oeste carrega três linhas férreas usadas exclusivamente pela Amtrak e pela NJ Transit, para trens intercidade no Corredor Nordeste e tráfego suburbano entre Newark e Nova Iorque. O vão leste carrega duas linhas da PATH usadas pelo serviço Newark-World Trade Center e uma linha do NEC compartilhada pela Amtrak e NJ Transit. Em razão da PATH usar a ponte, o sistema é legalmente uma ferrovia suburbana sob a jurisdição da Administração Federal de Ferrovias embora opere há muito tempo como um metrô.
Os 27 km mais baixos do rio Passaic abaixo da barragem Dundee são influenciado pela maré e são navegáveis. Quando fechada, a ponte tem uma altura de 7,3 m sobre a água e quando aberta tem 41 m. Não é frequentemente levantada e, antes de 2014, não havia recebido uma solicitação abertura do tráfego desde 2004. Em 2011, regulações foram alteradas e agora a ponte não precisa ser levantada imediatamente (como teria anteriormente), mas sim com um aviso com 24 horas de antecedência. Durante o período de quatro anos em que materiais serão removidos do rio, é esperado que a ponte seja levantada dez vezes por dia. Em 2020, a Amtrak pediu que a ponte permanecesse fechada até que ela possa ser reparada.